# ثلاثي الذيل الأطلسي
```

```

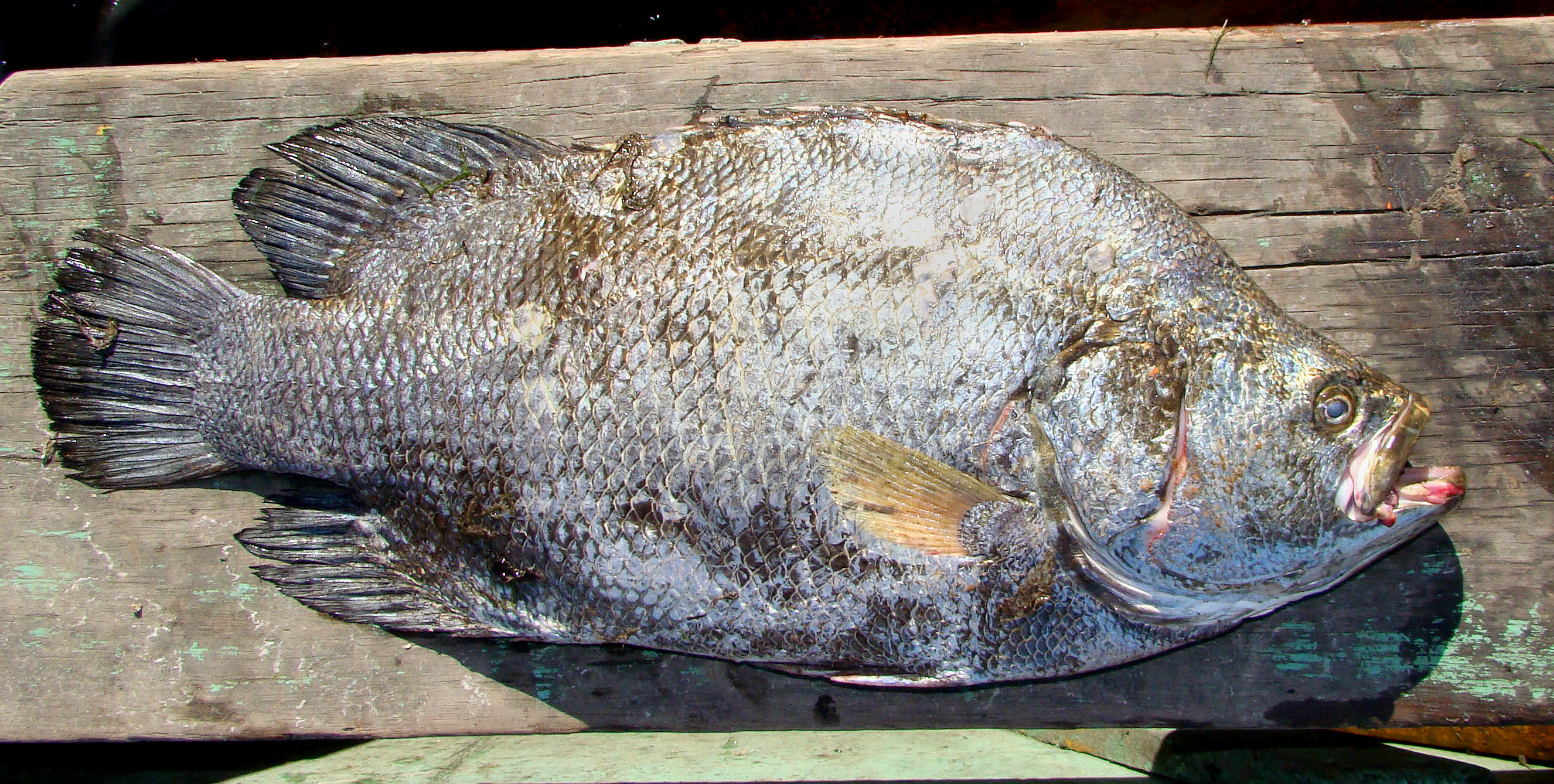
سمكة ثلاثي الذيل الأطلسي (الإسم العلمي : Lobotes surinamensis) ، ريو غراندي دو سول ، البرازيل

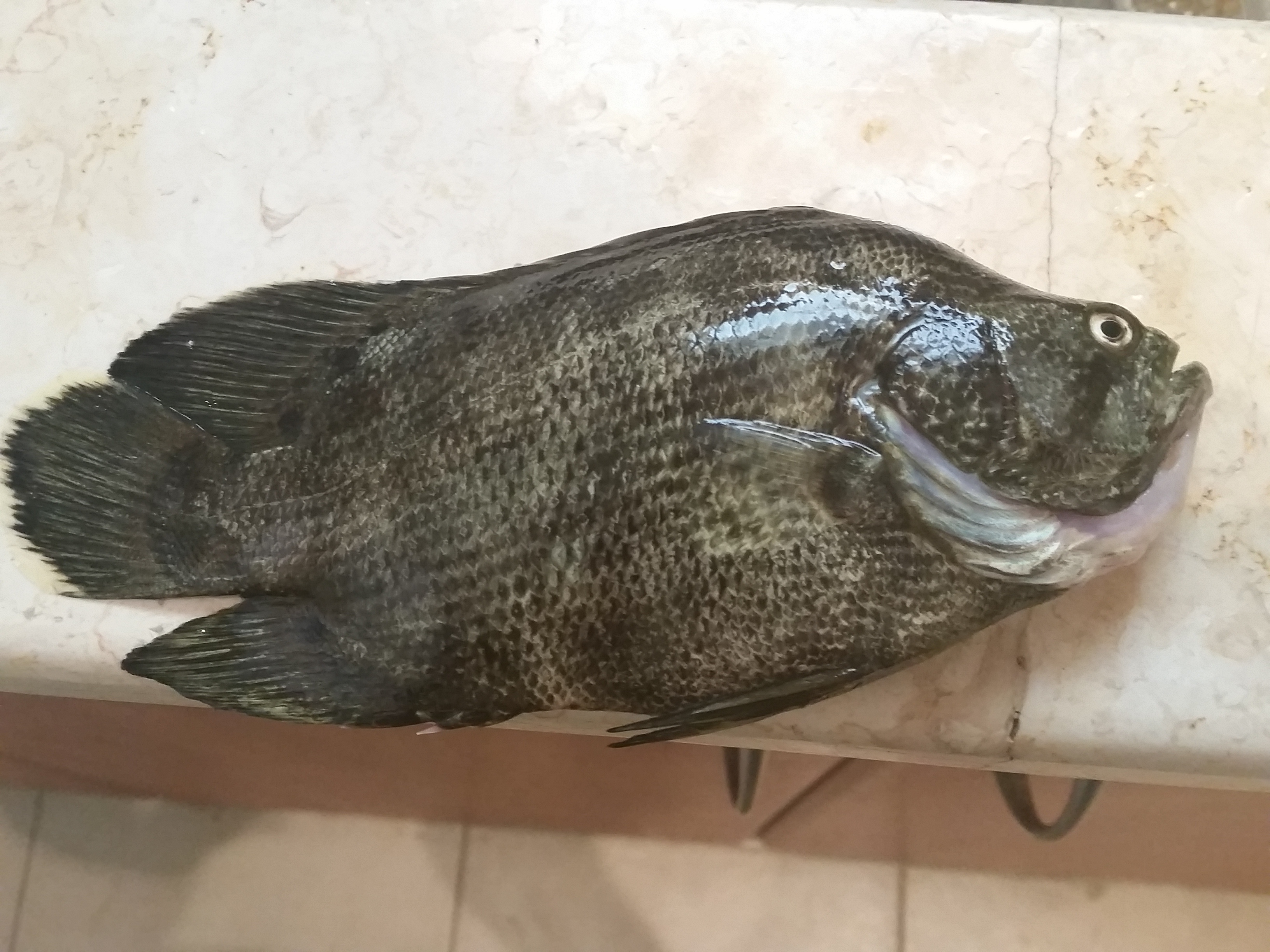
تل أبيب، إسرائيل

سمكة ثلاثي الذيل الأطلسي أو ثلاثي الذيل الأطلنطي (الإسم العلمي: Lobotes surinamensis)، بالإنجليزية: Atlantic tripletail ، تعرف أيضا بالأسامي المتداولة لها بالعالم العربي، الشبارة (شبر ، شبار ، شبره) أو أم ثلاثة ذيول أو بندير أو بودرنة، هو نوع من أنواع الأسماك البحرية التي تقطن المياه الدافئة عبر المناطق الاستوائية. يمكن أن تنمو هذه الأسماك إلى طول حوالي 90 سم ويصل وزنها حتى حوالي 18 كلغ. تطفو الأسماك الصغيرة من هذا النوع على جوانبها، غالبًا بجانب بقايا الحطامات الطائشة، ويظهر شكلها شبيه بالورقة الجافة.

## التوزيع الجغرافي
تعد أسماك ثلاثي الذيل الأطلسي، الأسماك الوحيدة من عائلة ثلاثي الذيل التي يمكن العثور عليها في المحيط الأطلسي. ومع ذلك، تنتشر وتتوزع هذه الأسماك عبر البحار الاستوائية وخاصة في منطقة إندونيسيا حيث تباع بشكل شائع في السوق الرطبة في بونتياناك، غرب بورنيو.
في مياه الولايات المتحدة، تتواجد أسماك ثلاثي الذيل الأطلسي من ولاية ماساتشوستس وبرمودا إلى الأرجنتين، وشرق المحيط الأطلسي وفي مياه البحر الأبيض المتوسط، ومن جزيرة ماديرا إلى خليج غينيا، وشرق المحيط الهادئ من كوستاريكا إلى بيرو، وغرب المحيط الهادئ من اليابان إلى فيجي وتوفالو. ونادرا ما تتواجد شمال خليج تشيزبيك. تتواجد هذه الأسماك عند ساحل الخليج الأمريكي من شهر أبريل إلى شهر أكتوبر ثم تهاجر إلى المياه الدافئة خلال فصل الشتاء. في فصل الربيع، يتمركز تواجد هذه الأسماك قبالة الشاطئ في موقعين محددين: بورت كانافيرال، فلوريدا (مارس-يونيو) وجيكل آيلاند، جورجيا (أبريل-يوليو).

## الموائل
تتواجد أسماك ثلاثي الذيل الأطلسي على السواحل في معظم، ولكن ليس كل، البحار الإستوائية وشبه الإستوائية. تعتبر هذه الأنواع أسماك شبه مهاجرة وأسماك التي تتواجد في منطقة البحر المفتوح. عادة ما يُعرف عنها أنها تشكل مجموعات. يمكن العثور عليها في الخلجان والمداخل المائية وعند مصبات الأنهار خلال فصل الصيف. عادة ما يتم العثور على الأسماك اليافعة من هذا النوع وهي تسبح تحت بقع من الطحالب ذات نوع سرجس . عادة ما يتم العثور على الأسماك البالغة في خليج المكسيك في المياه المفتوحة، ولكن يمكن العثور عليها أيضًا في الممرات والمداخل المائية وفي الخلجان بالقرب من مصبات الأنهار. تتواجد الأسماك البالغة في بعض الأحيان بالقرب من السطح، فوق المياه العميقة والمفتوحة، على الرغم من أن تواجدها يرتبط دائمًا بتواجد الأجسام العائمة. غالبًا ما تتواجد الأسماك الصغيرة في أو بالقرب من حطام السفن، أو العارضات أو الدعامات الموجودة في البحر، والأرصفة البحرية (أي بناء ممتد من الشاطئ نحو البحر، مثل؛ رصيف خشبي)، وبقايا الحطامات العائمة وعند الطافية (العوامات البحرية). عادة ما تتواجد الأسماك الصغيرة من هذا النوع في المياه التي تتجاوز درجة حرارتها، 84 درجة فهرنهايت (29 ° C)، والتي نسبة الملوحة بها أكبر من حوالي 3.3 ‰ ، والتي يبلغ عمقها حوالي ما يقارب 230 قدمًا (70 مترًا).
تشتهر أسماك ثلاثي الذيل الأطلسي بسلوكها الذي يعتبر غير معتاد، حيث تطفو تحت السطح مباشرة مع كشف جانب واحد من جسدها بصورة تحاكي ورقة شجرة أو حطام عائم. يعتقد أن هذه إستراتيجية تغذية بسبب مواقع عناصر الفرائس التي تفترسها والهياكل العائمة المرتبطة بهذا السلوك. وقد أدى هذا السلوك إلى حدوث زيادة سريعة في إصطيادها، في مجال الصيد الترفيهي من قبل الصيادين الذين يشهدوها وهي طافية وعائمة، مما أدى إلى وضع قيود شديدة على الكمية وعلى الطول الأدنى للأسماك التي من الممكن إصطيادها في فلوريدا وجورجيا لضمان نجاتها وبقائها في المستقبل.

## علم الأحياء

### السمات (الخصائص) المميزة
أسماك ثلاثي الذيل الأطلسي لديها حراشف التي تمتد على زعانفها الظهرية، الشرجية، والذيلية، كما ويكون شكل رأسها من الجانب مقعر، ويزداد بروز الشكل المقعر هذا مع إزدياد أعمار الأسماك. لديها جسم مضغوط (أي جسم عرضه صغير)، ولكنه عميق (أي المسافة من أعلى نقطة على ظهر السمكة وحتى أدنى نقطة في أسفلها، تكون أكبر من عرض السمكة من الجانب للجانب)، رأسها مثلثي الشكل. عيونها صغيرة الحجم، لكن الفم حجمه كبير. قواعد الزعانف الظهرية والشرجية تكون محرشفة، والزعانف الصدرية أقصر من الزعانف الحوضية. يُعطى اسم "ثلاثي الذيل" (بالإنجليزية: tripletail") لهذه الأسماك بسبب الزعانف المستديرة الثلاث الموجودة لديها: الزعانف لظهرية والذيلية والشرج.

### ألوانها
لون أسماك ثلاثي الذيل الأطلسي اليافعة الصغيرة هو أصفر وبني وأسود؛ بحيث تكون هذه الألوان ملطخة ومرقشة. الأسماك البالغة لونها أسود فاحم. في بعض الأحيان، عندما تطفو هذه الأسماك على جانبها على السطح، يتم الخلط بينها وبين ورقة عائمة من أوراق الأيكة الساحلية العائمة. الأسماك الصغيرة تمتلك زعانف صدرية لونها أبيض وحواف لونها أبيض على زعانفها الذيلية. تتميّز أسماك ثلاثي الذيل الأطلسي البالغة بأنماط مختلفة من الألوان المرقشة والملطخة والمبقعة؛ التي يتراوح ألوانها من البني الداكن إلى البني المحمر، وغالبًا مع ضرب من اللون الرمادي.

### الحجم
تنمو أسماك ثلاثي الذيل الأطلسي إلى حجم يبلغ حوالي 35 بوصة (89 سم) في الطول وما يقارب 41 رطل (18.6 كجم) في الوزن.

### النظام الغذائي
أسماك ثلاثي الذيل الأطلسي هي أسماك تتغذى بصورة انتهازية. تتغذى على مجموعة متنوعة من الأطعمة، معظمها من أسماك الزعانف الصغيرة مثل أسماك المنهيدن الخليجية، وأسماك Chloroscombrus chrysurus ، والبلمية. تتغذى أيضًا على اللافقاريات مثل السرطان الأزرق الروبيان البني ‏، وكذلك القشريات القاعية الأخرى.

### التكاثر
فترة السرء تكون في فصل الصيف، على طول سواحل المحيط الأطلسي وخليج المكسيك، ويكون أوجها خلال شهري يوليو وأغسطس. التجمعات الكبيرة من أسماك ثلاثي الذيل الأطلسي خلال الأشهر الصيفية في المياه الساحلية والمياه البحرية القريبة من الشاطئ لساحل ولاية جورجيا، تشير إلى أن هذه المناطق تعد موطنًا مهما للسرء بالنسبة لهذه الأنواع. تمر أسماك ثلاثي الذيل الأطلسي الصغيرة على أربعة مستويات من التطور؛ (بالإنجليزية تدعى هذه المراحل الأربعة: preflexion, flexion, postflexion, و transformation). بحلول الوقت الذي تصل فيه الأسماك الصغيرة إلى طول حوالي 0.16 بوصة (4 مم)، يكون لديها عيون كبيرة الحجم ورؤوس مقعرة الشكل. تشبه الأشكال التطورية لأسماك ثلاثي الذيل الأطلسي الموجودة في طور مراحل التطور، تلك الأشكال التطورية للأسماك من أنواع أخرى مثل، أسماك العفر ، وبعض أسماك الجاك، والجاروفيات، والباس.

### مخلوقات التي تفترسها
لا يوجد العديد من المخلوقات التي تفترس أسماك ثلاثي الذيل الأطلسي، ولكن أهمها هي أسماك القرش والعظميات ذو الحجم الكبير.

### طفيليات
تشمل الطفيليات التي تتطفل على أسماك ثلاثي الذيل الأطلسي، مجذافيات الأرجل من نوع Anuretes heckelii التي تؤثر على التجاويف الخيشومية، والطفيلي Lernanthropus pupa الذي يؤثر على الخيوط الخيشومية، والطفيلي Scianophilus tenius .

## الأهمية للبشر
يتم إصطياد بضعة أطنان من أسماك ثلاثي الذيل الأطلسي تجاريًا على السواحل الشرقية والغربية لولاية فلوريدا، ويتم تسويقها كأسماك طازجة أو مجمدة أو مملحة. يتم إصطيادها بشكل رئيسي بواسطة استخدام شباك الجر، والشباك الخيشومية، والمعدات التي يستعمل بها الخيوط. من الشائع أن تعلق هذه الأسماك في الشباك من نوع الشباك العائمة التي تستعمل لإصطياد أسماك التونة على طول حافة الجرف القاري. هذه الأسماك تعتبر مستهدفة من قبل الصيادون الترفيهيون بسبب لحمها الذي يعتبر لذيذ المذاق.

## حالة الحفظ
لم يتم تدريج أسماك ثلاثي الذيل الأطلسي على أنها مهددة بالانقراض أو معرضة لتهديد خطر الإنقراض من قبل الاتحاد العالمي للحفظ (الاتحاد الدولي لحفظ الطبيعة). تم تقييد إمكانية إصطيادها في كل من ولاية فلوريدا وولاية جورجيا، حيث أنه مسموح إصطياد سمكتين فقط من هذا النوع في اليوم الواحد خلال ممارسة الصيد الترفيهي. الحد الأدنى المسموح لطول هذه الأسماك عند إصطيادها في فلوريدا هو حوالي 18 بوصة (45.5 سم). وفي جورجيا، 18 بوصة (45.5 سم).

## روابط خارجية
- Tina Perrotta (2004). "Tripletail". مؤرشف من الأصل في 2004-10-13. اطلع عليه بتاريخ 2004-11-21.
- Froese, Rainer and Pauly, Daniel, eds. (2006).
- "Lobotes surinamensis". نظام المعلومات التصنيفية المتكامل. تم الاسترجاع 18 أبريل 2006

نعم